# Patrick Vieira
Patrick Vieira, född den 23 juni 1976 i Dakar i Senegal, är en fransk före detta fotbollsspelare som blev ligamästare flera gånger både i den engelska Premier League-klubben Arsenal, och i Serie A-klubbarna Juventus och Inter. Han blev också världsmästare 1998 och europamästare 2000 med Frankrike. Vieira blev 2021 huvudtränare för engelska Crystal Palace, men fick sparken i mars 2023.  Han var mellan 2023 och 2024 tränare för Ligue 1-klubben RC Strasbourg.

## Spelarkarriär
Vieira handplockades av tränaren i Arsenal FC, Arsene Wenger, efter att Vieira inte gjort någon succé i AC Milan. Sedermera blev Vieira lagkapten i Arsenal efter Tony Adams. 2003 blev Vieira vald till den bästa spelarimporten i Premier Leagues historia av en panel bestående av fotbollstränare som verkat i England, bland andra sir Bobby Robson och Claudio Ranieri.
Vieira spelade i Frankrikes landslag från 1997 till 2009, och var med och vann både Världsmästerskapet i fotboll 1998 och Europamästerskapet i fotboll 2000, samt var med och tog Frankrike till VM-finalen 2006 där det blev förlust mot Italien. Fram till februari 2006 var han den mest utvisade spelaren i Premier Leagues historia - hela 22 gånger hade Vieira fått syna det röda kortet. Vieira blev klar för Juventus FC inför säsong 2005/06. Efter att Juventus inför säsongen 2006/07 tvångsnedflyttades i Serie B var Vieira en av många namnkunniga spelare som lämnade klubben. Vieira gick till Inter. Den 7 januari 2010 blev det klart att Vieira skulle lämna Inter för spel i den engelska Premier League-klubben Manchester City, där han avslutade sin karriär.

## Tränarkarriär
Den 14 juli 2011 stod det klart att Vieira blev ny utvecklingschef för Manchester City. I maj 2013 tog han över tränaransvaret för klubbens reserv- eller utvecklingslag.
Inför 2016 års säsong i Major League Soccer (MLS) utsågs Vieira till huvudtränare för New York City.
Den 11 juni 2018 blev det officiellt att Vieira tar över rollen som huvudtränare för OGC Nice i franska Ligue 1. Den 4 juli 2021 blev Vieira anställd av Crystal Palace och skrev på ett treårskontrakt. Första  säsongen i London-klubben ledde han laget till en semifinalplats i FA-cupen och en tolfte plats i Premier League. Men 2023 fick Crystal Palace en dålig start. Lagets senaste seger kom den 31 december 2022 och sedan dess minskade förtroendet för Vieira, och efter noll vinster på elva matcher sparkades Vieira 17 mars 2023.
2 juli 2023 blev Vieira tränare för Ligue 1-klubben RC Strasbourg.

## Meriter

### Klubblag
- Arsenal
  - Premier League: 1997/98, 2001/02, 2003/04
  - FA-cupen: 1997/98, 2001/02, 2002/03, 2004/05
  - FA Community Shield: 1998, 1999, 2002, 2004

- Juventus
  - Serie A: 2005/06 (Juventus fråntogs senare titeln)

- Inter
  - Serie A: 2006/07, 2007/08, 2008/09, 2009/10
  - Supercoppa italiana: 2006, 2008

- Manchester City
  - FA-cupen: 2010/11

### Internationellt
- Frankrike
  - VM-guld: 1998
  - EM-guld: 2000
  - Confederations Cup: 2001